# Piézomètre

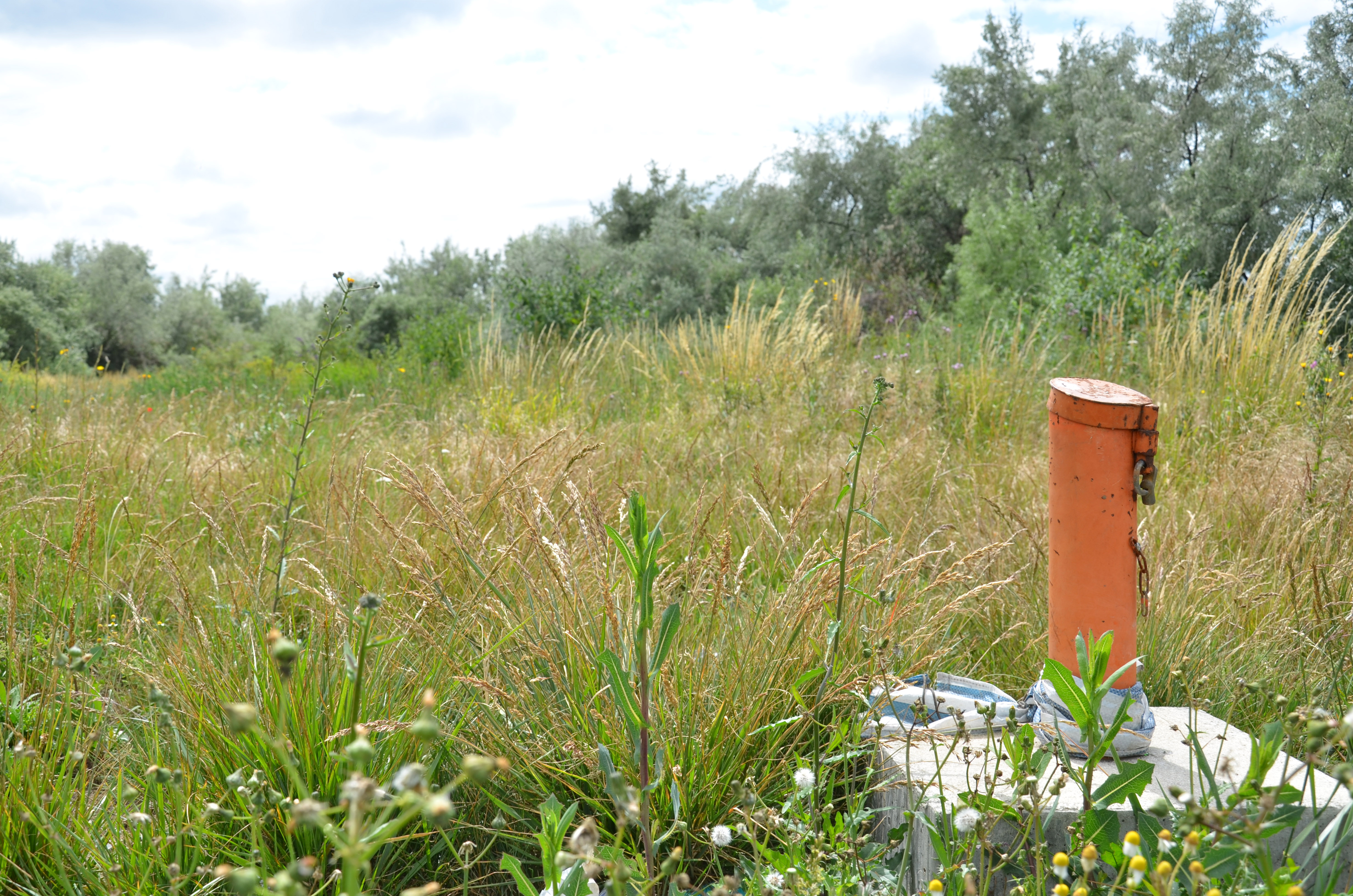
Exemple de piézomètre, sur une friche industrielle (écoquartier de l'Union).
Une tête de protection hors sol en acier est scellée dans un
massif béton (dalle de propreté bombée afin d’éviter la stagnation des eaux pluviales).

Un piézomètre (du grec ancien πιέζω, piezo, « presser ») est un appareil de mesure de la hauteur piézométrique, c'est-à-dire le niveau de la nappe phréatique. 
Il s'agit d'un ouvrage permanent, consistant en un forage profond mais de faible diamètre, dans lequel un tube est installé. Le tubage est étanche (tube aveugle) jusqu'à la profondeur à laquelle on souhaite échantillonner l'eau. A cette profondeur le tube est appelé la crépine, et sa paroi est percée de manière à laisser passer l'eau, qui remonte dans le tube jusqu'à la hauteur piézométrique.
Un piézomètre permet de surveiller les variations de niveau de nappe phréatique, le sens d'écoulement des eaux souterraines, mais aussi d'y accéder pour en mesurer la qualité physico-chimique ou biologique.

## Description

### Aquifère et nappe phréatique

Aquifère avec la nappe phréatique (zone saturée) et la zone vadose (contenant de l'eau de manière non saturée). La hauteur piézométrique correspond à la profondeur de la nappe ; celle-ci varie selon les coordonnées à laquelle on la mesure.

Lorsque le sol est perméable à l'eau, il forme un aquifère dans lequel l'eau s'infiltre. L'aquifère peut être saturée en eau (chaque espace libre est occupé par de l'eau) ou non-saturée (les espaces libres sont remplis d'eau et de gaz). La zone saturée en eau de l'aquifère s'appelle la nappe phréatique, la zone non-saturée s'appelle la zone vadose. Contrairement à ce que le terme "nappe" ou à ce que certaines représentations peuvent parfois faire croire, la nappe phréatique ne ressemble pas à une poche d'eau ou à un lac souterrain. Il s'agit de l'eau contenue dans les interstices du sous-sol et dans les fractures de la roche. Le niveau piézométrique correspond à la profondeur de la nappe, ou à l'épaisseur de la zone non-saturée.

### Description du piézomètre

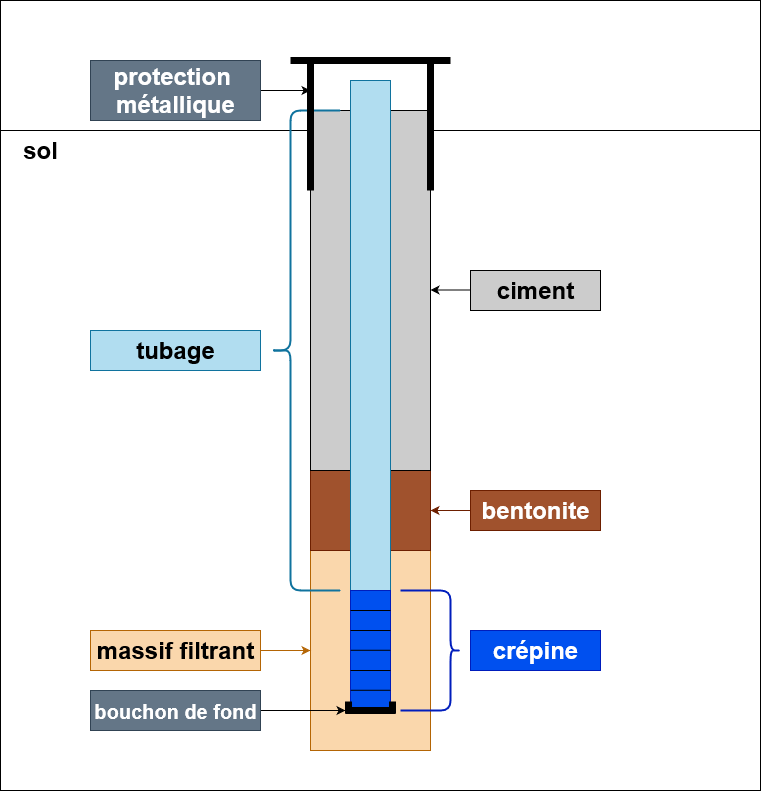
Schéma d'un piézomètre, montrant le tubage (tube + crépine), et les matériaux remplissant l'espace annulaire (massif filtrant, bentonite et ciment)

Un piézomètre est un ouvrage permanent, consistant en un forage profond mais de faible diamètre, dans lequel un tube est installé. Le diamètre de ce tube varie généralement de 25 à 250 mm, le diamètre le plus couramment utilisé étant de 60 mm. Le tubage est étanche (tube aveugle) jusqu'à la profondeur à laquelle on souhaite échantillonner l'eau. A cette profondeur le tube est appelé la crépine, et sa paroi est percée de manière à laisser passer l'eau. Sous la crépine, un piège à sédiment est installé ; il s'agit d'une portion de tube non perforée dans laquelle les particules ayant éventuellement pénétré dans le filtre peuvent décanter.
L'espace entre le tube et la paroi extérieur du forage est appelé l'espace annulaire. Celui-ci est rempli de différents matériaux :
Au niveau de la crépine, le massif filtrant est un matériel servant à filtrer les eaux souterraines. Il empêche les particules solides de venir boucher la crépine, et facilite le transfert d'eau de la nappe vers la crépine. Son épaisseur doit être suffisante, au moins 35 mm, et sa hauteur se prolonge au moins 50 cm au-dessus de la crépine. Un des matériaux utilisé pour le massif filtrant sont les graviers roulés siliceux.
Au-dessus du massif filtrant, un bouchon de bentonite (argile gonflante) est mis en place pour éviter les infiltrations d'eau depuis la surface. Son épaisseur est de 50 cm à 1 mètre, ce qui permet aussi d'éviter que le ciment situé au-dessus ne vienne influencer le pH de l'eau de la nappe prélevée.
Enfin, au-dessus et jusqu'en haut du forage, le tube est entouré de ciment, mis en place pour tenir le piézomètre et empêcher les infiltration depuis la surface.

#### Choix du type de tubage
Le choix du type de tubage va dépendre de leur résistance mécanique (pour ne pas être déformés par les terrains traversés et par la cimentation) et chimique (ils doivent pouvoir résister aux agressions des polluants suspectés, et doivent avoir un faible potentiel d'échange afin de ne pas altérer la qualité des eaux souterraines). Il est préférable d'utilisés des tubes vissés à des tubes collés, car ces derniers ont une moins bonne résistance et pourraient relâcher colle ou solvant dans le sol et dans l'eau. 
Les tubages peuvent être en PVC ou parfois en PEHD. Le PEHD est plus résistant aux attaques chimiques, notamment aux composés chlorés. Des tubages en acier ou acier inoxydable sont aussi utilisés, mais sont sensibles à la corrosion.

#### Placement de la crépine

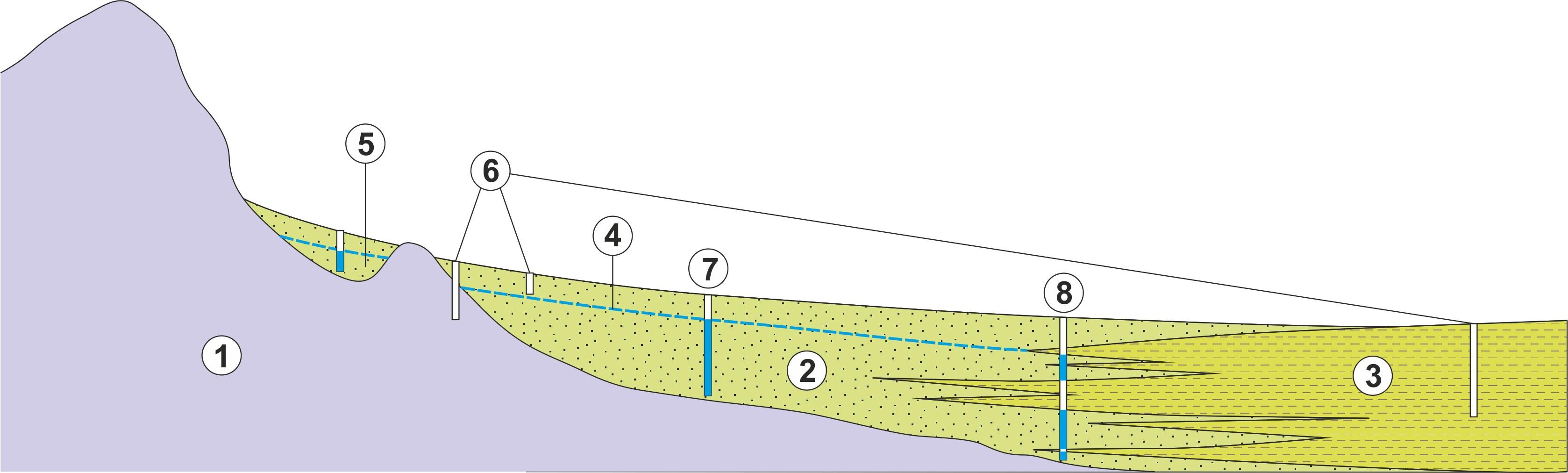
Autre schéma présentant la présence/absence d'eau (en bleu) dans des puits ou piézomètres selon le contexte hydrogéologique.

La crépine est la partie du tube du piézomètre qui est perforée de manière à laisser passer l'eau de la nappe. Sa position (c'est-à-dire sa profondeur) dépend du niveau de la nappe mais également de la solubilité et de la densité des matières à échantillonner. Ainsi, si la substance qu'on souhaite mesurer à une densité inférieure à 1, elle va flotter sur l'eau, et la crépine doit être placé en haut de nappe ; à l'inverse, une substance avec une densité supérieure à 1 va s'enfoncer profondément dans le sol, et la crépine doit également être située en profondeur.
Si l'aquifère est homogène et peu épais, la crépine peut être placée sur toute sa hauteur, bien qu'elle puisse alors capter à la fois un panache de pollution et de l'eau non polluée, ce qui entraîne une dilution de concentrations des substances recherchées.

Dans le cas où plusieurs aquifère et plusieurs nappes sont superposées, il ne faut surtout pas placer un piézomètre avec plusieurs crépines, captant plusieurs nappes. Cela conduirait à créer une voie de communication entre nappes qui pourrait propager la pollution d'une nappe à l'autre.

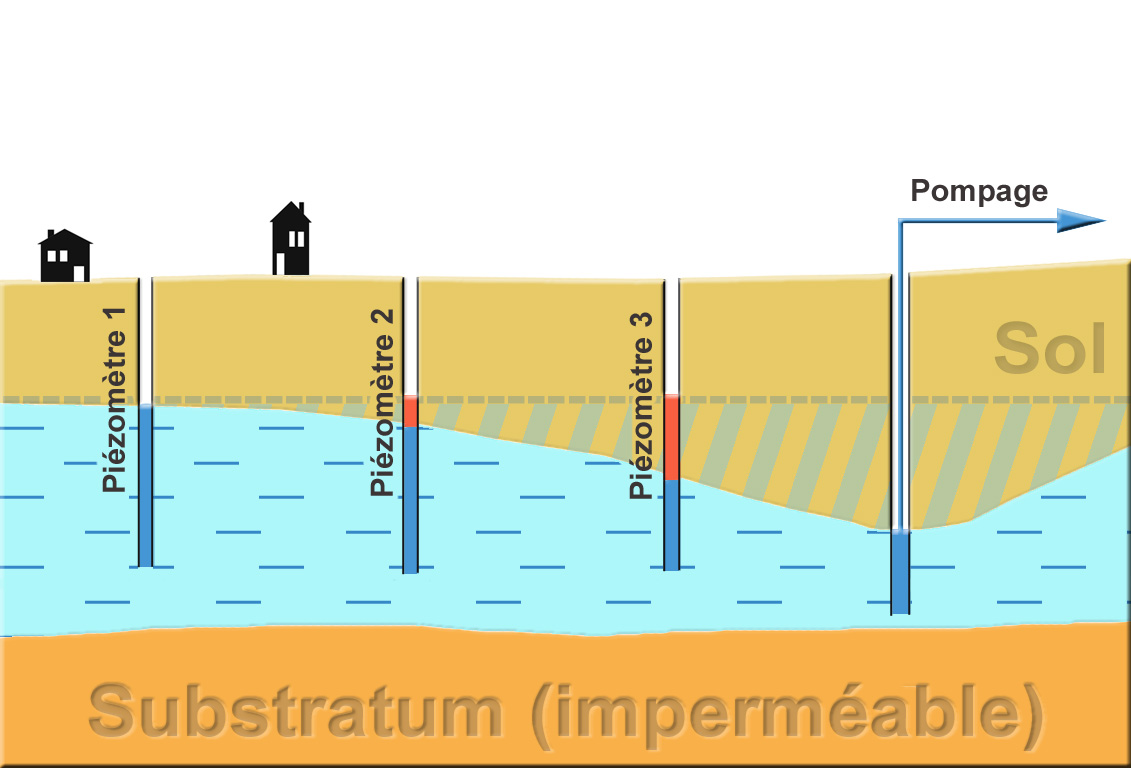
3 piézomètres posés à une certaine distance d'un forage actif (pompage d'eau de la nappe phréatique libre) permettent de mesurer l'importance du rabattement de nappe autour du point de captage. En rouge : le déficit par rapport au niveau théorique dit "niveau piézométrique zéro", ici figuré par le pointillé bleu horizontal, correspondant au plafond théorique de la nappe).

## Utilisation de piézomètres
La mise en place d'un piézomètre permet diverses utilisations, qui sont généralement :
- Mesure de la hauteur de la nappe (hauteur piézométrique) et évaluation de ses variations temporelles ;
- Évaluation du sens d'écoulement des eaux souterraines ;
- Mesures in situ et prélèvements d'échantillon d'eaux souterraines.

Plus rarement, un piézomètre peut être utilisé afin de :
- échantillonner les gaz présents dans le sous-sol ;
- réaliser des tests hydrauliques pour déterminer les caractéristiques hydrodynamique de l'aquifère (perméabilité, transmissivité) ;
- installer un système de dépollution.

### Mesure de la hauteur de nappe
La mesure du niveau piézométrique peut se faire manuellement par l'introduction d'une sonde dans le tube du piézomètre, ou en continu à l'aide d'un enregistreur automatique comme un capteur de pression ou un système flotteur.
L'utilisation d'un piézomètre ne permet de mesurer le niveau piézométrique qu'en un point donné, mais la profondeur de la nappe phréatique peut varier fortement pour de faibles variations spatiales.

### Situations de mise en œuvre

#### Études géotechniques avant construction
Les piézomètres sont mis en œuvre lors des études géotechniques de reconnaissances de site, préalablement à la réalisation d'un ouvrage. Il est en effet indispensable de connaître le niveau d'eau dans le sol au moment des études. Cela permet de définir les éventuels besoins en pompage ou ouvrages annexes permettant d'assurer la stabilité et la sécurité des travaux, puis la stabilité de l'ouvrage.

#### Surveillance après pollution
Après une pollution, des piézomètres permettant des prélèvements sont utilisés pour surveiller l'évolution de la qualité de l'eau souterraine.

## Types de piézomètres

### Piézomètre ouvert
Les piézomètres « ouverts » sont des tubes qui permettent depuis la surface d'accéder à l'eau d'une nappe phréatique. Ils permettent d'en relever le niveau piézométrique (la profondeur à laquelle se trouve la nappe) à l'aide d'un limnigraphe, par exemple une sonde poids.

### Autres types
Il existe des systèmes plus sophistiqués utilisant un capteur de pression en bout de tube.

### Tube à prélèvement
On fore souvent des tubes analogues aux piézomètres (quoique d'un diamètre un peu différent) afin de réaliser des prélèvements d'eau dans la nappe, pour en analyser la composition. Cela est souvent le cas après une pollution où la qualité de l'eau de la nappe doit être surveillée, parfois durant plusieurs années. Dans ce dernier cas, il vaut mieux parler de « tube à prélèvement » pour éviter tout malentendu, car de tels forages ne sont pas alors destinés à mesurer la charge hydraulique (qui seule justifie le radical « piézo- »).

## Mise en œuvre

### Forage
Le diamètre du forage dépend du diamètre du tubage à installer. Un espace, appelé espace annulaire, doit être présent entre le tubage et la paroi du forage.

### Précautions d'usage
La réalisation d'un piézomètre nécessite de prendre des précautions vis-à-vis de la ressource en eau car ce genre de dispositif est susceptible de véhiculer des pollutions dans les niveaux d'eau souterrains si l'ouvrage est mal fait. Pour éviter ces désagréments, il convient :
- d'exiger une qualification ou une certification des entreprises ou des sondeurs devant réaliser la pose du piézomètre,
- de passer une commande faisant référence aux normes de réalisation d'un piézomètre,
- de contrôler la réalisation du piézomètre.

Par la suite, le piézomètre sera régulièrement inspecté à l'aide d'une sonde piézométrique (si le piézomètre n'est pas équipé d'un système de relevé automatique) afin de mesurer la variation du niveau d'eau dans le sous-sol. En règle générale, il est recommandé d'effectuer un suivi sur un cycle annuel au minimum afin d'évaluer correctement les niveaux haut et bas de la nappe. Ceci permettra notamment de dimensionner ensuite les ouvrages ainsi que les dispositifs de drainage nécessaires à la bonne stabilité des ouvrages.

## Normes

### En France
En France, la réalisation d'un piézomètre doit être conforme à la norme NF P94-157-1 ainsi qu'à la norme NF EN ISO 22475-1.
La réalisation de ces ouvrages doit être déclarée auprès des services instructeurs chargés de l'application de la loi sur l'eau.
Le diamètre du forage en fonction du diamètre de tubage est encadré, en France en 2024, par la norme AFNOR NF X31-614. Celle-ci indique les diamètres suivants, en mm :
| Diamètre extérieur du tubage | Diamètre de forage | Espace annulaire |
| ---------------------------- | ------------------ | ---------------- |
| 60                           | 130                | 35               |
| 80                           | 160                | 35               |
| 120                          | 194                | 35               |
| 225                          | 311                | 43               |

## Autres utilisations du terme «piézomètre»
Un piézomètre peut être aussi un manomètre à lecture directe pour les faibles pressions. Un tube vertical branché sur une conduite : la hauteur de fluide atteinte dans le tube donnera la pression selon le principe de Pascal.
De même étymologie mais de tout autre destination, le piézomètre (inventé par Pierre Curie) permettait de mesurer de très faibles quantités d'électricité, par la déformation de très fines feuilles d'or. Il n'est plus utilisé de nos jours.